# Acteocina culcitella
Acteocina culcitella är en snäckart som först beskrevs av Gould 1853.  Acteocina culcitella ingår i släktet Acteocina och familjen Cylichnidae.

## Underarter
Arten delas in i följande underarter:
- A. c. culcitella
- A. c. exima